# Oxidación de Dakin

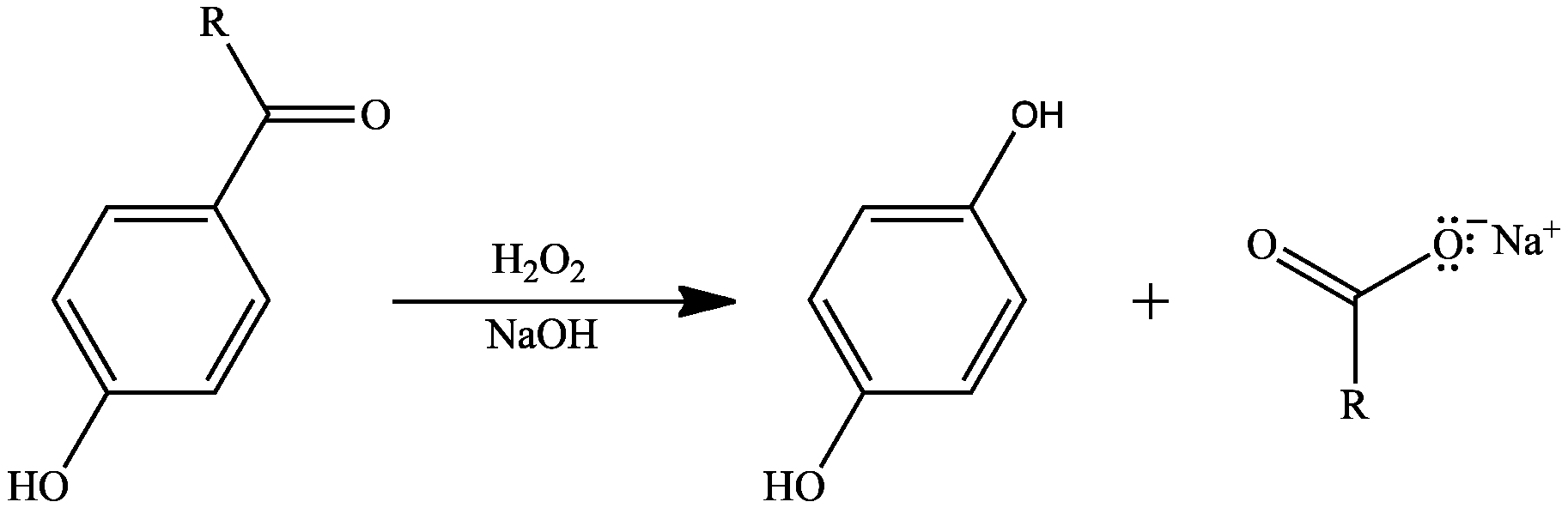
La oxidación de Dakin

La oxidación de  Dakin (o reacción de Dakin) es una reacción de oxidación orgánica en la que un arilaldehído orto- o para-hidroxilada reacciona con peróxido de hidrógeno en basar para formar un benzenodiol y un anión carboxilato. En general, el carbonilo carbonilo es oxidado, y el peróxido de hidrógeno se reduce reducido. Es un caso particular de la oxidación de Baeyer-Villiger para un aril aldehído (R = H).
Esta reacción no debe ser confundida con la reacción de Dakin-West, ya que ambas están nombradas en honor de Henry Drysdale Dakin.

## Mecanismo de reacción
La oxidación de Dakin comienza con la adición nucleofílica de un anión hidroperóxido al carbonilo, formando un intermediario tetraédrico, (base conjugada del hidroperoxihemiacetal, 2). El intermediario transpone cuando el sustituyente arilo migra [1,2] desde el carbono peroxihemiacetálico al oxígeno del peróxido, causando así la eliminación de hidróxido, y la formación de éster tipo formato de arilo (3). El éster es hidrolizado por adición nucleofílica del hidróxido en disolución al carbonilo del éster, en el que se forma el intermediario tetraédrico (ortoformato monobásico de arilo, 4), el cual elimina un fenóxido y la el ácido carboxílico (5).  Finalmente, el fenóxido desprotona al ácido carboxílico, formando el fenol y el anión carboxilato (6).

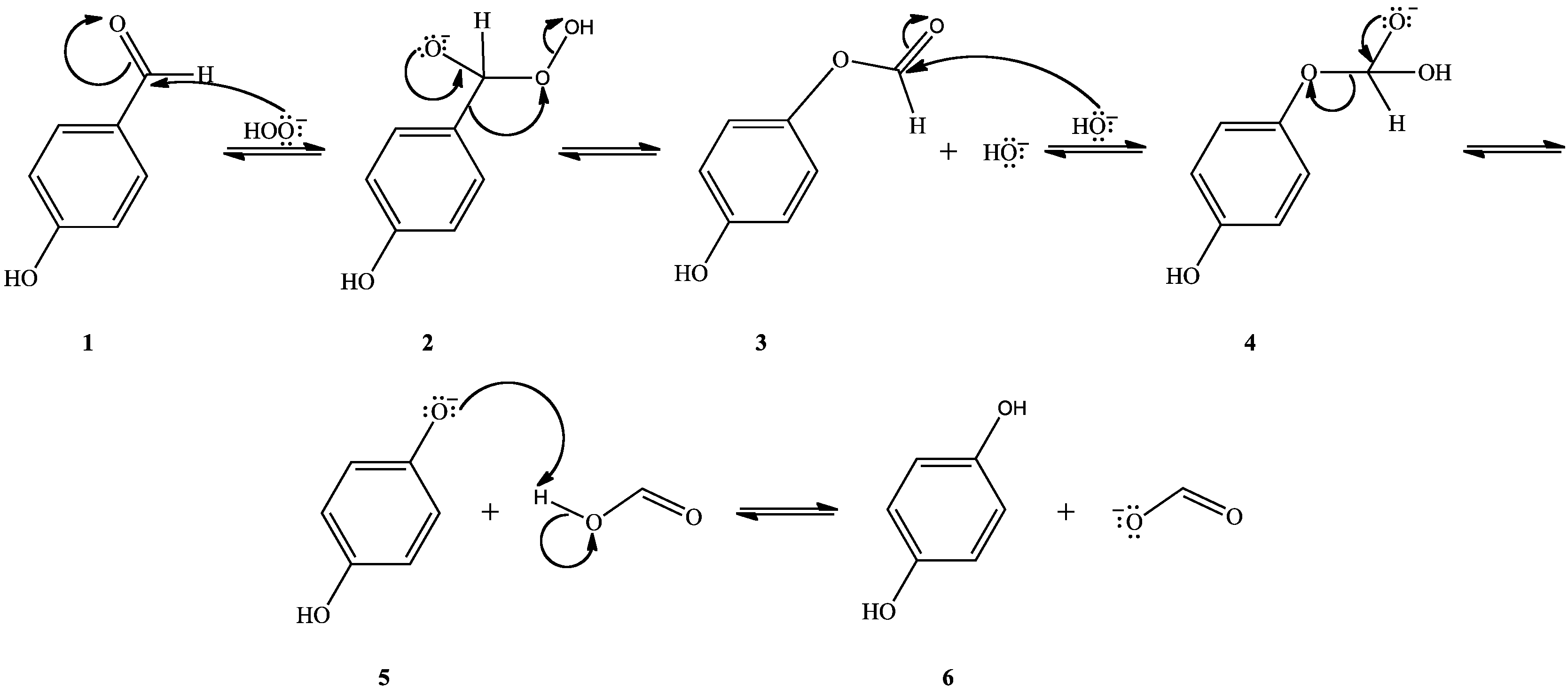
Mecanismo de oxidación de Dakin

## Factores que afectan la cinética de la reacción
La oxidación de Dakin tiene dos pasos determinantes: la adición nucleofíilica del hidroperóxida al carbonilo y la migración [1,2] del arilo. Por lo tanto, el índice global de oxidación es dependiente de la nucleofilicidad del hidroperóxido, la electrofilicidad del carbonilo, y la velocidad de la migración del [1,2]-arilo. Los sustituyentess alquilo en el carbonilo, las posiciones relativas del hidroxilo y carbonilo de grupos arilo en el anillo, la presencia de otros grupos funcionales en el anillo, y el pH de mezcla de la reacción son cuatro factores  que afectan en los pasos determinantes.

### Sustituyentes alquilo
En general, los arilaldehídos son más reactivos que las fenonas porque el  carbono del carbonilo de la cetona es menos electrofílico que el del aldehído. La diferencia puede mitigarse aumentando la temperatura de la mezcla de reacción.

### Posiciones relativas de los grupos hidroxilo y carbonilo

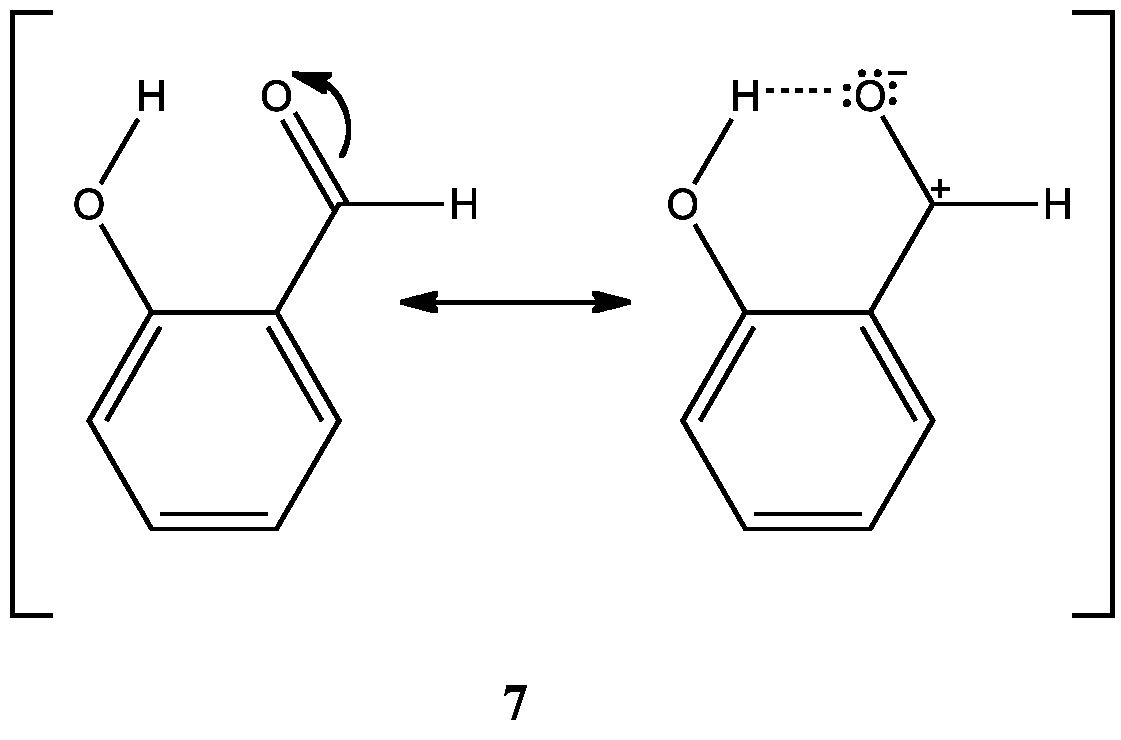
Puente de hidrógeno en un substrato orto

Los o-hidroxifenil aldehídos y las cetonas se oxidan más rápido que los p-hidroxifenilaldehídos y cetonas en condiciones débilmente básicas. En los compuestos o-hidroxilados, cuando el grupo hidroxilo se encuentra protonado, se puede formar un enlace de hidrógeno intramolecular entre el hidrógeno del hidroxilo y el oxígeno del carbonilo, estabilizando una estructura de resonancia con carga positiva en el carbono del carbonilo, aumentando así la electrofilicidad del carbonilo (7). Al carecer de esta estabilización, el carbono carbonílico de los compuestos p-hidroxilados son menos electrofílicos. Por lo tanto, los compuestos o-hidroxilados se oxidan más rápido que los compuestos p-hidroxilados cuando el grupo hidroxilo está protonado.

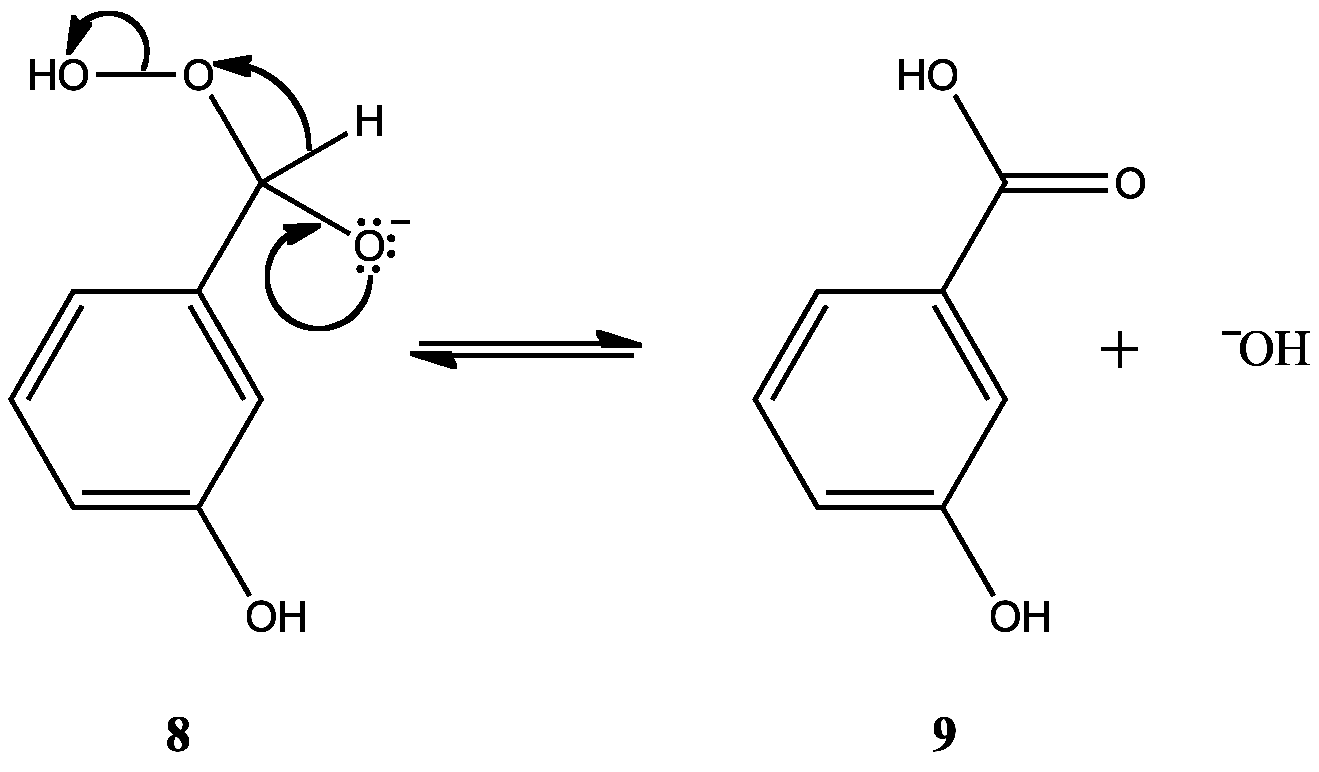
Formación de ácido carboxílico como producto secundario

Los compuestos m-hidroxilados no se oxidan a m-bencenodioles ni carboxilatos. Por el contrario, forman ácidos fenilcarboxílicos. Las variaciones en las aptitudes migratorias de los anillos aromáticos pueden explicar esto. Los grupos hidroxilo en orto o para enlazados al carbonilo concentran la densidad de electrónica en el carbono aromático enlazado al carbonilo (10c, 11d). Los grupos fenilos poseen baja capacidad migratoria, pero una mayor densidad electrónica en el carbono incrementa la capacidad migratoria, facilitando la transposición [1,2] del arilo, permitiendo así que la reacción proceda. Los compuestos m-hidroxilados no concentran la densidad electrónica en el carbono que migra (12un, 12b, 12c, 12d) por lo que su capacidad migratoria permanece baja. El hidrógeno bencílico posee una capacidad migratoria más alta, por lo que emigra en lugar del arilo (8), formando así un ácido arilcarboxílico (9).

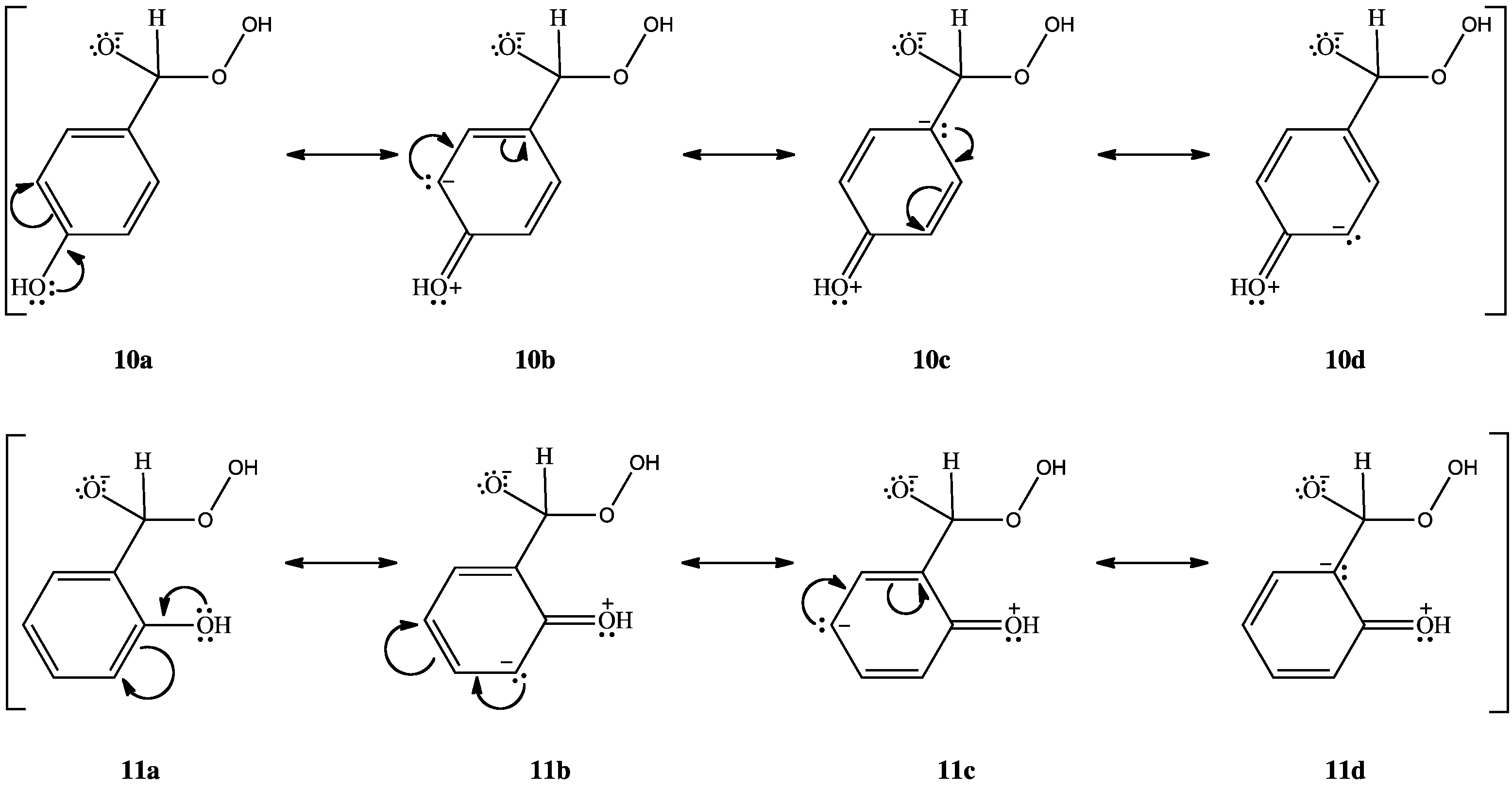
Concentración de densidad electrónica en el carbono que emigra con sustituyentes hidroxilo en para (superior) y orto (inferior).

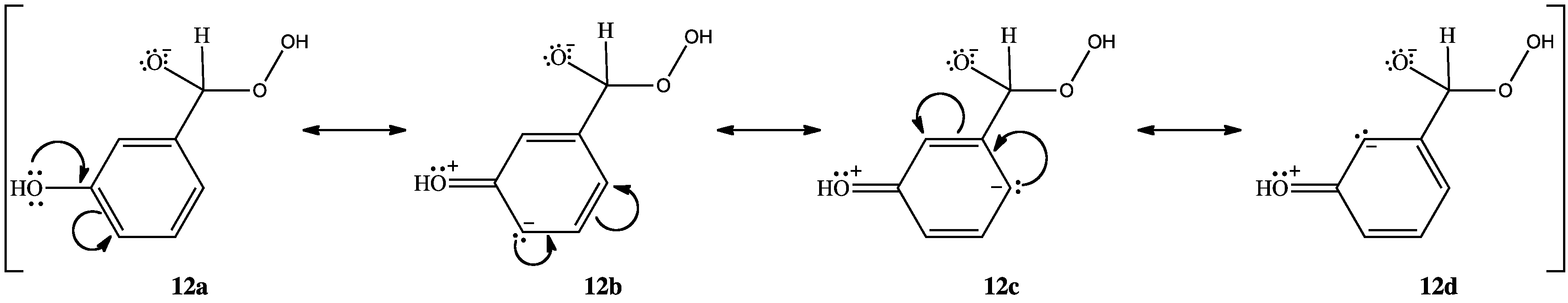
La baja densidad electrónica de un hidroxilo en meta disminuye la capacidad de migración del carbono

### Otros grupos funcionales anillo aromático
La sustitución de hidrógenos arílicos con grupos electrodonadores en orto o para al carbonilo incrementan densidad electrónica en el carbono que migra, por lo que promueven la transposición [1,2] del arilo, y esto acelera la oxidación. La sustitución con grupos electrodonadores en meta al carbonilo no cambian la densidad de electrón en el carbono que emigra; por lo que predomina la migración de hidrógeno. La sustitución con grupos electroatractores en orto o para al carbonilo disminuyen la densidad electrónica en el carbono que migra (13c), por lo que se inhibe la migración [1,2] del sustituyente arílico y se favorece la migración del hidrógeno.

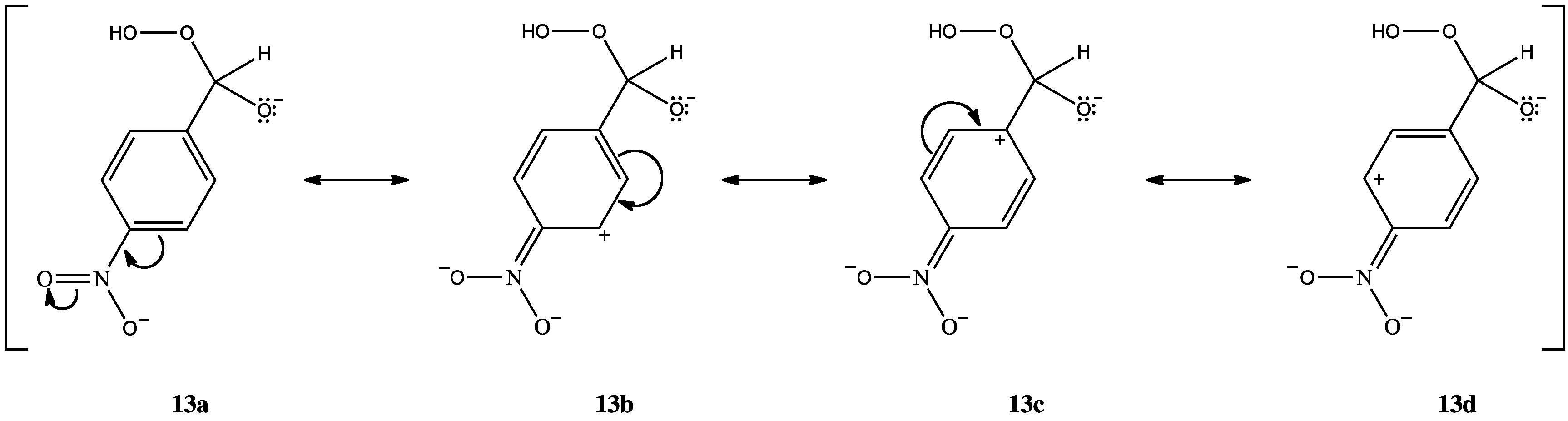
Concentración de carga positiva en el carbono que migra con un sustituyente nitro en para.

### pH
El anión hidroperóxido es un nucleófilo más eficiente que peróxido de hidrógeno neutro. Consiguientemente, la oxidación se acelera a pH's altos hacia el pKa de peróxido de hidrógeno y por lo tanto se favorece la formación del hidroperóxido. A un pH más alto que 13.5, la oxidación no ocurre, posiblemente debido a la desprotonación del segundo oxígeno del hidroperóxido. La desprotonation del segundo oxígeno peroxídico impediría la transposición [1,2] porque el anión óxido es demasiado básico de ser eliminado (2).
Cuando el grupo hidroxilo se encuentra en orto o para con respecto al grupo carbonilo, la desprotonación aumenta la densidad electrónica en el carbono migratorio, promoviendo una transposición [1,2] -arílica más rápida. Por lo tanto, la migración de [1,2] -arilo se ve facilitada por el rango de pH que favorece la desprotonación sobre el grupo hidroxilo protonado.

## Variantes

### Oxidación de Dakin catalizada por ácidos
La oxidación de Dakin puede ocurrir también en condiciones ácidas suaves, con un mecanismo análogo al mecanismo catalizado por la base. En metanol, con peróxido de hidrógeno con ácido sulfúrico catalítico, el oxígeno del carbonilo se encuentra protonado (14), después de lo cual el peróxido de hidrógeno se agrega como un nucleófilo al carbono del carbonilo, formando un intermedio tetraédrico (15). Después de una transferencia intramolecular de protones (16, 17), el intermedio tetraédrico transpone por la migración de [1,2] -arilo y se elimina el agua (18). La adición nucleofílica de metanol al carbono carbonílico forma otro intermediario tetraédrico (19). Después de una segunda transferencia de protones intramoleculares (20,21), el intermedio tetraédrico de hidroliza, eliminando un fenol y formando un éster protonado al oxígeno del carbonilo (22). Finalmente, la desprotonación del oxígeno de carbonilo forma los productos y regenera el catalizador ácido (23)

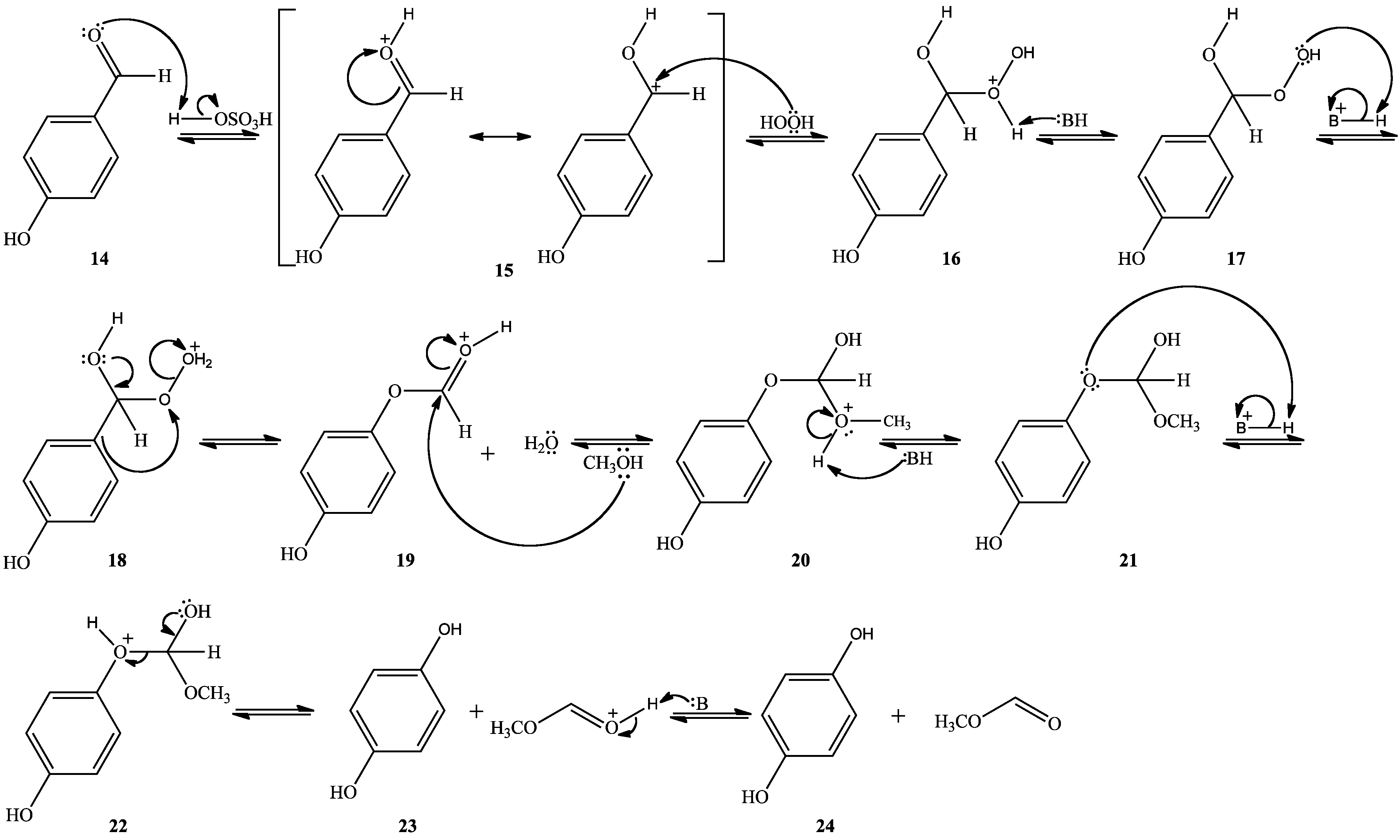
Mecanismo de oxidación de Dakin catalizada por ácidos

### Oxidación de Dakin catalizada por ácido bórico
Al añadir ácido bórico a la mezcla de reacción catalizada por ácido incrementa el rendimiento del producto de fenol sobre el producto de ácido fenilcarboxílico, incluso cuando se usan fenilaldehídos o reactivos de cetonas con grupos electrodonadores en meta con el grupo carbonilo o grupos electroatractores en orto o para con respecto al grupo carbonilo. El ácido bórico y el peróxido de hidrógeno forman un complejo en disolución que, una vez agregado al carbono del carbonilo, se favorece la migración del arilo sobre la migración del hidrógeno, lo que maximiza el rendimiento del fenol y reduce el rendimiento del ácido fenilcarboxílico.

### Oxidación de Dakin catalizada por metiltrioxorenio
El uso de metiltrioxorenio catalítico (MTO) con un líquido iónico como disolvente acelera drásticamente la oxidación de Dakin. El MTO forma un complejo con peróxido de hidrógeno que aumenta la tasa de adición de peróxido de hidrógeno al carbono del carbonilo. Sin embargo, MTO no cambia los rendimientos relativos de los productos de fenol y ácido arilcarboxílico .

### Oxidación de Dakin catalizada por Urea
La mezcla de urea y peróxido de hidrógeno produce un complejo de urea-peróxido de hidrógeno (UHC). La adición de UHC seco al arilaldehído o cetona sin disolvente también acelera la oxidación de Dakin. Al igual que MTO, UHP aumenta la tasa de adición nucleofílica de peróxido de hidrógeno. Pero a diferencia de la variante catalizada por MTO, la variante catalizada por urea no produce residuos de metales pesados potencialmente tóxicos; también se ha aplicado a la síntesis de óxidos de aminas como piridina-N-óxido.

## Aplicaciones sintéticas
La oxidación de Dakin es generalmente utilizada para sintetizar benzenodioles y alcoxifenoles. El catecol, por ejemplo, se sintetiza a partir de o-hidroxi y o-alcoxi benzaldehídos y fetonas, y se utiliza como precursor para la síntesis de varios compuestos, incluyendo el catecolaminas y sus derivados, así como  4-terbutilcatecol, un antioxidante común que se usa como inhibidor de polimerización. Otros productos útiles de la oxidación de Dakin son el guaiacol, un precursor de varios saborizantes; hidroquinona, un agente en fotografía; y el 2-terbutil-4-hidroxianisol y 3-terbutil-4-hidroxianisol, dos antioxidantes generalmente utilizados para preservar comida empacada. La oxidación de Dakin es útil en la síntesis de indolquinonas, compuestos naturales con actividades antibióticas, antifúngicas, y antitumorales.